# Volvo EM90
La Volvo EM90 est un grand monospace électrique du constructeur automobile suédois Volvo produit à partir de 2023.

## Présentation
La Volvo EM90 est présentée le 12 novembre 2023 en Chine.

## Caractéristiques techniques
La Volvo EM90 repose sur plateforme technique SEA (Sustainable Electric Architecture) spécifique aux modèles électriques du groupe Geely.

### Motorisation
Le monospace est doté d'un moteur électrique de 272 ch positionné sur l'essieu arrière.